# Дртія
Дртія (словен. Drtija) — поселення в общині Моравче, Осреднєсловенський регіон, Словенія. 
Висота над рівнем моря: 377 м.